# ビューティフル・ネーム
「ビューティフル・ネーム」は、日本のロックバンド・ゴダイゴの楽曲である。1979年4月1日に日本コロムビアより9枚目のシングルとして発売された。

## 解説
- 作詞は奈良橋陽子（英語詞）と伊藤アキラ（日本語詞）、作曲はタケカワユキヒデ。1979年の『国際児童年』協賛歌であった。NHKのミニ番組『世界のこども』挿入歌[2]。同局の『みんなのうた』でも使用される。『みんなのうた』番組での作曲者名は「たけかわゆきひで」とひらがな表記であった。1979年の年間第19位。
- 『みんなのうた』の映像は、ゴダイゴの演奏を中心に、子供たちの実写映像と毛利厚製作のアニメを合成したものである。
- 初発時のシングルには日本語版・英語版共にエンディングがフェイドアウトするバージョンが収録されていたが、日本語版については、その後発売されたコンピレーションアルバムには、1983年11月1日に発売されたカセットテープ『CARRY LOVE 全曲集』で初収録された、カットアウトバージョンが収録されている場合がほとんどであり、シングルバージョンはCDでは『ORIGINAL HITS DISC』(1984年)と、『SUPER TWIN DX』（1990年）に収録されたのみ。また、『国際児童年』のテレビCMではイントロやコーダ部分が異なる演奏版や、バラードによるアレンジ版が使われていた。
- 売上が100万枚を突破し、この曲の印税から100万円がユニセフに寄付された[3]。
- この「ビューティフル・ネーム」を起点に、5月1日にゴダイゴ全員が演奏に参加したタケカワのソロ「ハピネス」、6月1日に「はるかな旅へ」、7月1日に「銀河鉄道999」と4ヶ月連続でゴダイゴ関連のシングルがリリースされることになる。
- ライヴ・アルバム『中国 后醍醐』では、サビのみではあるが、中国語による「ビューティフル・ネーム」を聞くことができる。それ以外は1番が日本語詞2番で、2番が英語詞1番という変則的な内容であった。ちなみにこの曲の中国語表記は「漂亮的名字」[注釈 1]。また、ライヴ・ビデオ『インターミッション』では、ネパールのコンサートで初披露されたネパール語によるサビを（サビ以外は英語詞）、中国語サビとともに聞くことができる。
- 1983年のライブで一度だけ韓国語版サビが唄われた。
- 2011年、森永乳業「クラフトチーズ」のCMソングで英語詞の部分が使用される。
- 2011年発売のDVD-BOX『みんなのうたDVD-BOXII』に映像特典として収録、2012年3月27日深夜（3月28日早朝）放送の『みんなのうた発掘スペシャル』で、33年ぶりに再放送された。そして2016年4月23日と同年5月21日には『みんなのうたリクエスト』でも再放送。
- 2017年、トヨタ自動車「WHAT WOWS YOU」のCMソングとして使用される。
- 2021年、東京パラリンピック閉会式にて同曲が使用された[4]。

## 収録曲
1. ビューティフル・ネーム -　3:23
2. EVERY CHILD HAS A BEAUTIFUL NAME　-　3:23
  - 「ビューティフル・ネーム」の英語バージョン

## 歌合戦
ライブでは、2番まで歌い終わった後、観客が2組に分かれて、サビの部分を交互に歌い、タケカワが声が大きかったと判断した組が勝ちになるという歌合戦のコーナーがあった。ライヴ・アルバム『MAGIC CAPSULE』でも、英語組対日本語組の歌合戦の模様を聴くことができる。『中国 后醍醐』でも歌合戦ではないが、観客にサビの部分を中国語で歌わせている。また、この歌合戦は現在でも行われることがある。

## カバー
他アーティストによるカバー（関連者によるセルフカバー含む）を記載する。
- 1979年、コロムビア・オーケストラによって、『ビューティフル・ネーム/モンキー・マジック』の収録曲としてカバーされた。
- 1979年、ポール・モーリアによって、『愛のメッセージ』の収録曲としてカバーされた。
- 1979年12月、クリスタル・サウンズによって、『カラオケ・ヤング・パーティ』の収録曲としてカバーされた。
- 1979年、少年探偵団によって、『恐怖の人間カラオケ』の収録曲としてカバーされた。曲名の表記が「ビューティフル・ネイム」になっている。
- 1979年、キャロライン洋子によってカバーされた。現在でも、多くのコンピレーション盤に収録されている。
- 1979年、パルによってカバーされた。現在でも、多くのコンピレーション盤に収録されている。
- 1991年、フィリピンのヴォーカル・グループ、Apo Hiking Societyによって、「Bawa't Bata」のタイトルで『TEN YEARS TOGETHER』、『THE BEST OF APO HIKING SOCIETY VOL.2』の収録曲としてカバーされヒットした。タガログ語で唄われている。オケはゴダイゴのオリジナルのものが使用されている。APOはMCAに所属しており、同じくMCA所属でゴダイゴのプロデューサーだったジョニー野村との縁でカバーされた。
- 1999年、CAROL BANAWA, ROSELLE NAVA, JOLINA MAGDANGALによって、『CHILDREN OF THE UNIVERSE』の収録曲としてカバーされた。APOの「Bawa't Bata」のトリビュートである。
- 1999年10月21日、ゴダイゴによって、『WHAT A BEAUTIFUL NAME』の収録曲としてセルフ・カバーされた。
- 2000年3月29日、KUKOによって、『2000マスゲーム音楽集』の収録曲としてカバーされた。
- 2001年4月、KAZCOによってカバー。スズキ自動車・SUZUKI ARENAのCMで使用された。
- 2001年8月10日、速水けんたろうと羽生未来 によって、『ワイワイキッズ！ けんたろうお兄さんのあそびうた4』、『たからばこ』の収録曲としてカバーされた。
- 2003年9月26日、ULTRA SUPER WAVESによって、湘南ベルマーレの応援歌メドレー集『HISTORIA：：SHONAN BELLMARE UNOFFICIAL SUPPORTER'S SONG』の収録曲としてカバーされた。
- 2003年12月10日、香港幸運、4 Hollerz、Emma Bloom、Jack Beat Funky、V-Styleによって、『VOCE-A CAPPELLA LOVE SONGS』の収録曲としてカバーされた。
- 2004年6月23日、KONISHIKIによって、『KAMA' AINA MELE』の収録曲としてカバーされた。
- 2004年8月18日、J'OUVERTによって、『ハバロネペパーソース』の収録曲としてカバーされた。
- 2004年、埼玉県警察音楽隊によって、『彩の国まごころ国体 式典音楽使用曲集』の収録曲としてカバーされた。
- 2005年9月22日、高木壮太、Ubartmar、WHY SHEEP?らによるユニット、SUMMER OF LOVEによって『SUMMER OF LOVE　VOLUME 1』の収録曲としてカバーされた。タケカワがヴォーカルとして参加、セルフカバーとなっている。
- 2006年5月、竹内浩明によってカバー、トヨタ・シエンタのCMとして使用された。
- 2006年5月24日、MOOMINによって、『ADAPT』の収録曲としてカバーされた。
- 2006年8月20日、ゴスペル・シンガー、MIGIWAによって、『蟻と宇宙』の収録曲としてカバーされた。タケカワは同アルバムにミュージック・アドバイザーとして参加しているほか、タケカワのバックバンドを務めていたTHAT'S ON NOISEのギタリスト、村田タケシも参加。また、ゴダイゴのスティーヴ・フォックスがライナー・ノーツを寄せている。
- 2006年8月20日、THE DAWNによって、『Kami nApo Muna (Tribute To Apo Hiking Society)』の収録曲としてカバーされた。こちらも、APOの「Bawa't Bata」のトリビュートである。
- 2007年3月7日、諫山実生によって、『こころ』の収録曲としてカバーされた。
- 2007年4月25日、東京吹奏楽団によって、『ヒットヒットマーチ101大全集』の収録曲としてカバーされた。
- 2007年11月26日、Acousphere	によって、『家カフェ』の収録曲としてカバーされた。
- 2008年2月6日、Cubismo Grafico feat.YUKKI によって、『一緒にうたおう! NHKみんなのうた〜おとなver.〜』の収録曲としてカバーされた。
- 2008年2月6日、玉野力、相馬亜星、大渕かすみ、中西健登によって、『一緒にうたおう! NHKみんなのうた〜こどもver.〜』の収録曲としてカバーされた。
- 2008年5月21日、Acid Black Cherryによって、『Recreation』の収録曲としてカバーされた。
- 2008年7月2日、レゲエシンガー、玲によって、『マルコマルタ』の収録曲としてカバーされた。
- 2008年7月29日、カルロスODAによってカバーされた。HPで配信されている。
- 2008年8月8日、CUBISMO GRAFICO FIVEによって、『PLEASURES』の収録曲としてカバーされた。『一緒にうたおう! NHKみんなのうた〜おとなver.〜』収録版とは別テイク。
- 2008年9月24日、YMCK & DE DE MOUSEによって、『DOWN TOWN』の収録曲としてカバーされた。
- 2008年12月3日、タケカワユキヒデとタケカワアイ（ユキヒデの四女）により、アルバム『Beautiful Name Again』の収録曲としてカバー（ユキヒデにとってはセルフカバー）された。編曲はアイによるもので、収録内容の「Beautiful Name」には、「Green Version」「Blue Version」など全8種類ある。
- 2009年3月2日、Vijandeuxによってカバー。HPで先行配信され、5月27日にシングルとして発売された。
- 2009年9月16日、つるの剛士によって、『つるのおと』の収録曲としてカバーされた。
- 2009年10月21日、Boobie Trapによって『Bring　Out　Freedom』の収録曲としてカバーされた。
- 2014年11月12日、TBSのオーディションバラエティ番組「Sing! Sing! Sing!」1st Season番組内で梅原怜子にカバーされた物が、同番組内でアレンジ・ピアノを担当した河野伸のプロデュースとして「梅原怜子 produced by Shin Kono」名義で配信された。
- 2015年6月3日、クリス・ハートによって『Heart SongIII』の収録曲としてカバーされた。
- 2017年、海上自衛隊東京音楽隊、三宅由佳莉 のアルバム『シング・ジャパン ―心の歌―』の収録曲としてカバーされた（編曲：挾間美帆）。
- 2019年5月22日、タニケンによって、『うたの店長さん～タニケンのすてきな歌がそろっています Suteki Song Shop～星を見にいきませんか』の収録曲としてカバーされた。
- 2021年7月、竹内アンナによってカバー、ハウス食品グループの新テレビCM「つくろう、未来の笑顔」に使用された。
- 2024年12月31日、MISIAによって、第75回NHK紅白歌合戦での特別企画 『歌って踊ろう! KIDS SHOW』内でカバー。

## DANCE EARTH PARTYによるカバー
2015年8月5日に発売されたDANCE EARTH PARTYによるカバー楽曲。3枚目のシングルとして「DANCE EARTH PARTY feat. The Skatalites + 今市隆二 from 三代目J Soul Brothers」名義で発売された。
ÜSAは「ピースフルで愛が溢れている楽曲」と「世界中の子供たちと幸せを共感することをテーマに活動しているDANCE EARTH PARTYのコンセプト」が重なったことからカバーしたとしている。
参加メンバー
- EXILE ÜSA
- EXILE TETSUYA
- Shizuka（Dream、E-girls）
- 今市隆二（三代目J Soul Brothers from EXILE TRIBE）
- The Skatalites

### 収録曲
CD
1. BEAUTIFUL NAME (4:13)
作詞：奈良橋陽子・伊藤アキラ、作曲：タケカワユキヒデ
2. PEACE SUNSHINE (Acoustic Version) (4:39)
作詞：EXILE USA、作曲：ArmySlick
3. BEAUTIFUL NAME (Instrumental) (4:13)
4. PEACE SUNSHINE (Acoustic Version Instrumental) (4:35)

DVD
1. BEAUTIFUL NAME (Music Video)
2. BEAUTIFUL NAME (Recording Making Video)
3. BEAUTIFUL NAME (Music Video Making)